# Stemma di Saluzzo
Lo stemma della Città di Saluzzo è costituito da uno scudo ovale diviso orizzontalmente a metà con la parte superiore di colore azzurro e la parte inferiore di colore argento, al di sopra del tutto è presente una lettera S costituita da due delfini che mordono un pomo, lo scudo è timbrato da una corona da marchese è circondato da un ramo di olivo e da uno di palma decussati.

## Blasonatura
Lo stemma, approvato con decreto del 9 marzo 1935, ha la seguente blasonatura:
La descrizione del gonfalone è la seguente:

## Storia

Stemma dei marchesi di Saluzzo

Il blasone di Saluzzo trae origine da quello della famiglia Del Vasto i cui esponenti governarono dal 1175 al 1549 il marchesato di Saluzzo, con la differenza che l'originario blasone d'argento al capo d'azzurro divenne con il tempo (per esigenze “grafiche”) troncato d'azzurro e d'argento.

Stemma di Saluzzo presso il chiostro della chiesa di San Giovanni (1466)

Inizialmente lo stemma era «d'argento, al capo d'azzurro, con una S attraversante di […]», la S era romana, di stile gotico e con le estremità troncate a spirale. Le prime attestazioni certe risalgono a dopo il 1450 e si ipotizza che la relativa concessione possa risalire al marchese Ludovico I. Nel 1462 è presente in «quella che doveva essere la sala consiliare del palazzo del Comune» situato nell'odierna Salita al Castello dove lo scudo si presenta troncato (non esattamente a metà) di azzurro e di bianco, caricato di una grande S d'oro di forma onciale sovrapposta in parti uguali ai due smalti; nel 1466 viene scolpito sulle mensole, su una lastra di marmo e sui capitelli della parte meridionale del chiostro della chiesa di San Giovanni, dov'è presente tredici volte in una forma molto simile a quella del 1462, quale segno della partecipazione del comune alle spese per l'edificazione del chiostro stesso.

Stemma di Saluzzo sulla lunetta della cattedrale (1508-1511)

Nel 1507, nel Charmeto di Giovanni Andrea Saluzzo di Castellar, è presente una testimonianza della forma del gonfalone civico, esso si presentava «dei due colori dello stemma con una S d'oro».
Tra il 1508 e il 1511 uno stemma di forma allungata d'argento, al capo d'azzurro assai sviluppato con la S di rosso nell'argento viene dipinto, insieme a un esemplare simile ma con la S di color oro, sulle lunette della Cattedrale, qui la S si presenta lavorata a bulbi nel mezzo e fiorata alle estremità. Nel 1680, all'interno del Libro degli Ordinati, si ha la prima testimonianza dell'uso della corona marchionale; trattandosi di un documento indirizzato al governante si può ritenere che il suo uso fosse stato dallo stesso precedentemente autorizzato.
Nei secoli XVII e per la maggior parte del XVIII la forma dello scudo non cambiò rispetto a quella del 1680 ma verso la fine del XVIII il disegno della S subì un importante variazione il cui primo esempio si trova nell'opera di Giambattista Bodoni, la Chronotaxis dei Vescovi di Saluzzo (Parma, 1783), dove fu disegnata come formata da due delfini; nel disegno i due animali sono agganciati per le mascelle nel centro dello scudo, avendo il corpo piegato l'uno verso destra e l'altro verso sinistra, quello che campeggia sul campo azzurro è di color argento e viceversa.

Capo del Littorio

Nel XIX secolo l'uso della lettera “delfinata” passò nei documenti del comune; una testimonianza di quest'uso si ha nel consegnamento degli stemmi (controllo generale del diritto a fregiarsi di un blasone da parte di enti e famiglie, durante il quale si doveva pagare una tassa) del 1911 in cui è riportata la seguente descrizione: «scudo di argento a capo azzurro con entro la S composta di due delfini, di cui uno in azzurro nella parte inferiore e l'altro di argento nella parte superiore»; nello stesso periodo compare un'ulteriore variazione in cui i delfini invece di essere direttamente attaccati uno all'altro mordono un pomo che si trova tra di loro.
Negli anni '30 del '900 il comune decise di ottemperare alla legge in vigore e quindi di ottenere il relativo decreto di riconoscimento; si decise quindi di tornare al disegno originale, con la S gotica, che è quello riportato nell'atto del 1935, in cui allo stemma venne contestualmente imposto il capo del Littorio, in ossequio al decreto n. 1440 del 12 ottobre 1933, questo verrà poi eliminato con la fine della seconda guerra mondiale. È da notare che il comune attualmente (2009) fa uso di entrambi i blasoni privilegiando quello entrato in uso all'inizio del '900 e riportante i delfini e il pomo nella comunicazione istituzionale.

## Stemmi simili

Stemma secondo la blasonatura ufficiale

Gli stemmi dei comuni di Cardè, Carmagnola, Castellar, Costigliole Saluzzo, Manta, Pagno, Sanfront e Revello, in passato appartenenti al marchesato, condividono la blasonatura dell'arma di Saluzzo, l'unica cosa che varia è la lettera, essa infatti viene sostituita dalla rispettiva iniziale con l'unica eccezione del comune di Sanfront in cui viene usato il monogramma SF; Piasco presenta anch'esso lo scudo partito di azzurro e di argento ma la lettera P, circondata da due rose, non è “attraversante” ma contenuta completamente nella metà superiore, Dronero utilizza anch'esso i colori dei Del Vasto ma sullo scudo è riportato un drago (o un basilisco) di rosso coronato d'oro mentre Tarantasca ha uno stemma d'argento al capo d'azzurro, alla banda di porpora portante nel centro una T d'argento gotica. Per lo stemma di Carmagnola si ha testimonianza che fosse già in uso nel 1484, mentre dal Charmeto di Giovanni Andrea Saluzzo di Castellar viene riportato che nel 1497 usavano uno stemma simile Castellar, Crissolo, Montemale, Paesana, Oncino, Ostana e Tarantasca; per Pagno la testimonianza più antica risale al 1508.

Cardè
Carmagnola
Castellar
Costigliole Saluzzo
Dronero
Manta
Pagno
Piasco
Revello
Sanfront
Tarantasca
Valgrana